# Drift (personaje de Transformers)
Drift es el nombre de tres diferentes de personajes de ficción en la franquicia de Transformers. Es un samurái Autobot que lucha contra los Decepticons.

## Transformers: Generación 1
Según su biografía, Drift, una vez sirvió a Megatron, líder de los Decepticons y fue uno de los guerreros más temidos en Cybertron. Entonces un día, volvió a mirar a los horrores que había infligido a sus enemigos. Desde entonces, ha dedicado su vida a la caza de los Decepticons al lado de los Autobots por toda la galaxia. Su modo vehículo alternativa de la Tierra en los cómics, es un Nissan Silvia S15; la versión de su juguete que parece ser un cruce entre un Silvia, un Honda S2000 y un Mitsubishi FTO.

## IDW Publishing
Drift es uno de los personajes que aparecen en IDW Publishing 's cómica serie de libros The Transformers: Spotlight , publicado por primera vez en 2009. También tiene una precuela miniserie de 4 partes tituladas Transformers: Drift , publicado en 2010.
Transformers: Drift
En la edición # 1, Drift se encuentra con un Cybertroniano llamado Wing, que es miembro de una "facción no alineados" que vive en un mundo pensó deshabitada. Wing toma Drift a Dai Atlas, se enojó de que un "Decepticon" está entre ellos y amenaza con no dejar la licencia de Drift. Ala luego da un paso adelante, poniendo su propia reputación en la línea y se levanta a Dai Atlas. Ala comienza la formación de Drift en un estilo de artes marciales Cybertroniana como aún sin nombre. Las técnicas aparecen recuerda mucho de lo que los Autobots llaman "Difusión", un estilo de combate diseñado para detener a un oponente sin causar daños irreparables grave (similar al de la Tierra T'ai chi chuan (que está diseñado para utilizar la energía de un atacante contra ellos ) mezclado con Kendo). No se sabe cómo Drift a largo trenes, pero al parecer se vuelve muy hábil en el uso de sus espadas cortas y combate cuerpo a cuerpo. Anteriormente, Drift había descubierto que tenía una habilidad innata con armas de fuego, pero él se desanime de su uso por parte del ala.
Los Cybertronianos reciben una señal de que la deriva reconoce como un mensaje de Decepticon y se escapa a su encuentro, encontrar al Decepticon Lockdown esperándolo con un grupo de traficantes de esclavos en busca de nuevas adquisiciones. Se forja un plan para Drift de traicionar a los Cybertronianos no alineados. Drift no traicionó a los Cybertronianos, sin embargo, fue advirtiéndoles de su regreso, y la elaboración de un plan para contraatacar con una pequeña fuerza de los "Caballeros". Dai Atlas no está de acuerdo, pero después de engatusar por varios de los Caballeros, Dai Atlas deja tener su camino, diciéndoles que él no quiere ser parte de la "guerra".
En la edición # 4, Drift y los caballeros se enfrentan a los traficantes de esclavos y el punto muerto. Ala está herido de muerte por el líder de esclavos y troqueles. Drift agarra a Wing "Gran Espada", que, según Wing ", se basa en la detentadores chispa "para mejorar sus habilidades, y mata rápidamente al líder esclavista. Dai Atlas luego se une a la batalla con el resto de sus fuerzas Cybertronianas. Esto convierte a la marea en la batalla y los Cybertronianos tomar la victoria. Dai Atlas finalmente ve el lado bueno de Drift, otorgándole de Wing Gran Espada en memoria de su sacrificio.
Transformers: Spotlight - Drift
En un planeta alienígena, Drift se infiltra en una nave Decepticon de llevar presos Autobot, sólo para enfrentar el Autobot Kup, Perceptor y los Wreckers. Momentos más tarde, Turmoil, el comandante de la nave, aparece. Drift lucha junto a los Wreckers, pero durante el combate cuerpo a cuerpo, Turmoil reconoce a Drift como el formidable Decepticon Deadlock. Acto seguido, envía a Drift y Kup en un nivel inferior por disparos de un agujero en la pared de la nave.
Más tarde, las preguntas de Kup que habla de Drift sobre su origen. Drift reconoce de haber sido un Decepticon en el pasado, pero le dice a Kup que una visita a una tercera facción sin nombre cambió sus caminos, y le dio su espada. Luego, los dos robots deciden volar el barco.
Como la planta dúo explosivo, Kup es informado de que los otros Autobots han abandonado el barco y rodeará de nuevo para ellos. De repente, la agitación se enfrenta a ellos de nuevo. Después de un largo duelo, Drift a su agitación a la pared con sus espadas cortas. El Decepticon le dice a Drift para acabar con él, pero en su lugar toma un recaudador dañado y salta de la nave antes de que explote.
Poco después de la terrible experiencia, Kup le ofrece a Drift un lugar en el equipo nuevo de Autobots que se está formando. A pesar de su objeción con Springer, Drift acepta la oferta, con Kup diciendo a Springer que "todo el mundo merece una segunda oportunidad."
Transformers: Infestation
Optimus Prime conduce a Bumblebee, Drift, Kup, Prowl, Ratchet y Wheeljack en Las Vegas (Tierra) cuando un Cybertroniano deja accidentes de barco por Galvatron, Cyclonus, Scourge y una plaga de zombis de otro universo. Galvatron trata de tomar el mando de los Autobots, y después de luchar contra ellos explica su misión para detener una infestación de no-muertos. Wheeljack crea un escudo de energía alrededor de la ciudad para mantener la infestación contenida, pero solo tendrá una duración de 24 horas. Kup reconoce a un Decepticon llamado Bayonet al mando de Galvatron como no tiene la razón, ella se revela como el vampiro extradimensional Britt.

## Manga
Drift aparece en las Generaciones 2011 Issue # 2 "La feroz lucha en el Planeta Nebulos" donde forma parte de un equipo dirigido por el paso a paso para obtener una cura para un nano-virus que está afectando algunos Autobots. Cuando los Autobots llegan a Nebulos son atacados por un grupo de Decepticons dirigidos por Straxus. Los Autobots son capaces de obtener la cura y traerlo de vuelta a la Tierra, donde el equipo de Ricochet es elogiado por Optimus Prime.

## Películas de acción real

### Transformers: la era de la extinción
Drift es uno de los cinco Autobots restantes y escondidos en la unidad de Estados Unidos de la CIA, Cemetery Wind, cazando la mayoría de ellos con la ayuda de Lockdown. Él se transforma en un Auto Bugatti Veyron Grand Sport Vitesse 2013 azul y un helicóptero de ataque, su modo robot se asemeja a la de un guerrero Samurai. A menudo se dice haikus en su diálogo y está en desacuerdo con Bumblebee, que actuaba como líder en la ausencia de Optimus Prime al nombrarlo Sensei, porque cree que Bumblebee no es un líder digno, a pesar de que trabajan muy bien en la batalla. 
En Chicago, Drift participó en la misión de Cade Yeager para infiltrarse en KSI, proporcionando un valioso Intel para el ser humano antes de la operación. Drift se unió al asalto posterior sobre la instalación cuando llegó la noticia de la desaparición brutal y desmembramiento de Ratchet. Drift utilizó su modo helicóptero para levantar a Bumblebee a través de los niveles superiores del edificio para rescatar a Cade de Harold Attinger. Escapan luego de ser perseguidos por los prototipos KSI de Galvatron y Stinger. Después va con los Autobots, Cade y Shane Dyson a rescatar a Optimus y Tessa, quienes fueron capturados por Lockdown. Drift fue a liberar a Optimus con Hound y Crosshairs y se mantuvo a bordo de la nave de Lockdown al estar con él y Hound.
Durante la batalla en Hong Kong, Drift monta el Dinobot Slug en la pelea después de ayudar a Optimus a liderar a los Dinobots. Al final, Optimus Prime le ordena junto a los otros Autobots para proteger a la familia Yeager antes de partir al espacio y buscar a los Creadores.

### Transformers: el último caballero
En los años transcurridos desde que Optimus salió de la Tierra, Drift, que había adquirido un nuevo modo vehículo Mercedes-AMG GT R negro y rojo, se refugió en el depósito de chatarra de Cade con los otros Autobots. A pesar de la situación de estancamiento, se pasó su tiempo libre practicando con la espada y hacer proezas de equilibrio de meditación, que en ocasiones ser molestado por los mini-Dinobots. Mostró una cantidad igual de desdén como sus compañeros cuando el inescrupuloso Daytrader apareció, incluso estando de acuerdo con la sugerencia de Hound de irse. Lo dejaron bastante incómodo por la descripción de lo que pensaba hacer con un poco de aceite caliente de Daytrader.
Pronto, los Decepticons y el TRF descubrieron su refugio y huyó con Bumblebee, Crosshairs, Cade, Jimmy, Wheelie, Izabella y Sqweeks a un pueblo cercano, donde una trampa se había establecido. A su llegada, descubrió el dispositivo de rastreo del TRF colocado en Bumblebee y magistralmente deshabilitado con su espada. Durante la batalla, Crosshairs se asoció con él, al enfrentar mucho más grande contra Onslaught, interrumpiéndolo con su pierna al enemigo antes de decapitar a su rapidez "cabeza gorda". Después, él y los otros Autobots regresaron al depósito de chatarra después que Cade y Bumblebee fueron a Inglaterra.
Más tarde, cuando Cybertron se había acercado a la Tierra y se alzaba en el cielo, los Autobots vieron que Daytrader por fin había cumplido su promesa de una nave, que llegan con la misma nave Knight de Lockdown que había utilizado. Drift era bastante feliz y declaró que iba a pilotarlo. Voló con los Autobots a Stonehenge donde se unieron a los seres humanos y los caballeros de Cybertron como Optimus ha regresado, ellos se unieron para defender la Tierra. En la ruta a Cybertron, él y los otros Autobots estaban contentos con los caballeros, aunque Drift comentó que eran "significa mirar". A continuación, se aclaró sus aliados para el despegue y les deseó suerte mientras que permanece a bordo para pilotear la nave. Después de que se ganó la batalla final, él y los otros Autobots tomaron la nave y fueron a Cybertron.
- Datos: Q21001995